# Gouvernement Jeenbekov I
République kirghize
Sarïev II Jeenbekov II
Le gouvernement Sooronbay Jeenbekov est le gouvernement de la République kirghize du 13 avril au 11 novembre 2016. Il succède au gouvernement Temir Sarïev.
.

## Composition
- Par rapport au gouvernement Temir Sarïev II, les nouveaux ministres sont indiqués en gras, ceux ayant changé d'attributions en italique[2],[1].

### Membres du gouvernement
| Poste                                                                               | Titulaire | Titulaire                                                | Parti |
| ----------------------------------------------------------------------------------- | --------- | -------------------------------------------------------- | ----- |
| Premier ministre                                                                    |           | Sooronbay Jeenbekov                                      | SDPK  |
| Premier vice-Premier ministre                                                       |           | Muhammetkaly Abulgazev                                   |       |
| Vice-Premier ministre Chargé des Affaires économiques                               |           | Oleg Pankratov                                           |       |
| Vice-Premier ministre Chargé de la Frontière                                        |           | Zenish Razakov (à partir du 29/06/2016)                  |       |
| Vice-Premier ministre Chargé des Affaires sociales                                  |           | Gulmira Kudaiberdiyeva                                   |       |
| Ministre des Finances                                                               |           | Adylbek Kasymaliev                                       |       |
| Ministre des Affaires étrangères                                                    |           | Erlan Abdyldaev                                          |       |
| Ministre de l'Économie                                                              |           | Arzybek Kozhoshev                                        |       |
| Ministre de la Justice                                                              |           | Jyldyz Mambetalieva                                      |       |
| Ministre des Affaires internes                                                      |           | Kashgar Djunushaliev                                     |       |
| Ministre des Transports et des routes                                               |           | Zamierbek Aydarov                                        |       |
| Ministère de la Santé                                                               |           | Talantbek Batyraliev                                     |       |
| Ministre de l'Éducation et de la Science                                            |           | Elvira Sarïeva                                           |       |
| Ministre de l'Agriculture, de l'Industrie alimentaire et des réclamations foncières |           | Turdunazir Bekboev                                       |       |
| Ministère du Développement social                                                   |           | Kudaibergen Bazarbaev                                    |       |
| Ministère de la Culture, de l'Information et du Tourisme                            |           | Altynbek Maksutov (jusqu'au 16/09/2016) Tugolbai Kazakov |       |
| Ministère des Situations d'urgence                                                  |           | Koubatbek Boronov                                        |       |
| Comité pour la Défense                                                              |           | Turkic Sarimsakovic                                      |       |
| Comité pour la Sécurité nationale                                                   |           | Abdil Segizbayev                                         |       |
| Comité pour l'Industrie, l'Énergie et l'Exploitation souterraine                    |           | Duishenbek Zilaliev                                      |       |
| Comité pour les Technologies de l'information et les Communications                 |           | Bakyt Sarsembiev                                         |       |

### Postes non ministériels
- Les nouveaux officiels sont indiqués en gras, ceux ayant changé d'attributions en italique[2],[1].

| Poste                                                           | Titulaire | Titulaire           | Parti |
| --------------------------------------------------------------- | --------- | ------------------- | ----- |
| Dirigeant du Bureau gouvernemental                              |           | Akylbek Osmonoliyev |       |
| Procureur général                                               |           | Indira Joldubaeva   |       |
| Administrateur de la Banque nationale de la République kirghize |           | Tolkunbek Abdygulov |       |
| Ambassadeur aux États-Unis                                      |           | Kadyr Toktogulov    |       |
| Représentant permanent aux Nations unies                        |           | Mirgul Moldoisaeva  |       |